# Яременко Петро Никифорович
Петро Никифорович Яременко (1857 — ?) — селянський депутат I Державної думи від Подільської губернії.

## Біографія

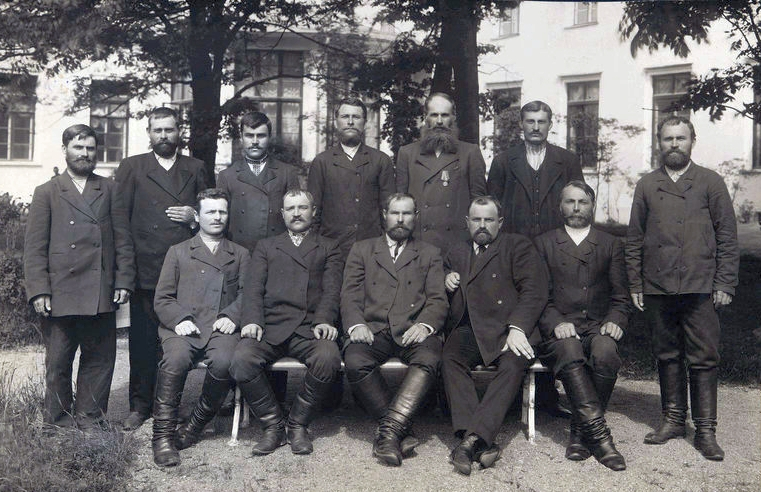
Депутати Державної думи I скликання від Подільської губернії. Стоять: Шепітка Д.І., Кучеренко І.З., Бей В.І., Гнатенко І. Г., Яременко П.Н., Косаренчук І.І., Рибачок О.Ф .; сидять: Романюк А. І., Кучер М. А., Штефанюк Л.Ю., Заболотний І. К., Михаленко П.М.

Православний українець, селянин села Кароліни Брацлавського повіту.
Початкову освіту здобув удома. Відбував військову службу солдатом. Займався землеробством, був сільським старостою.
У 1906 був обраний членом I Державної думи від Подільської губернії. Входив до групи безпартійних. Підписав заяву про утворення місцевих земельних комітетів.
Подальша доля невідома.